# Джокі Вілсон
Джон Томас "Джокі" Вілсон (англ. John Thomas "Jocky" Wilson; 22 березня 1950 — 24 березня 2012), шотландський професійний гравець в дартс, дворазовий чемпіон світу BDO (1982, 1989) з дартсу.

## Кар'єра
До того як стати професійним дартсменом, Вілсон працював гірником. Під час змагань з дартсу він був відомий тим, що  пив багато алкоголю, до п'яти пінт пива (близько 2,9 л) увечері.